# Solomononereis marauensis
Solomononereis marauensis är en ringmaskart som beskrevs av Gibbs 1971. Solomononereis marauensis ingår i släktet Solomononereis och familjen Nereididae. Inga underarter finns listade i Catalogue of Life.